# سیارک ۶۸۸۲
سیارک ۶۸۸۲ (به انگلیسی: 6882 Sormano، نامگذاری:1995CC1) شش هزار و هشتصد و هشتاد و دومین سیارک کشف شده‌است که در ۵ فوریه ۱۹۹۵ کشف شد.
قدر مطلق سیارک برابر ۱۲٫۵۰ است.